# Nội chiến Phần Lan
Nội chiến Phần Lan là một phần của tình trạng hỗn loạn quốc gia và xã hội ảnh hưởng bởi Chiến tranh thế giới thứ nhất (1914–1918) tại châu Âu. Cuộc chiến xảy ra tại Phần Lan từ ngày 27 tháng 1 đến 15 tháng 5 năm 1918 giữa lực lượng của Đảng Dân Chủ Xã Hội Phần Lan lãnh đạo chính phủ Cộng Hòa Công nhân Xã hội Chủ nghĩa Phần Lan, được gọi là "phe Đỏ" (punaiset) và một bên là những người theo phe bảo thủ không thuộc xã hội chủ nghĩa, thuộc thượng viện Phần Lan, thường được gọi là "phe Trắng". Phe Đỏ được nhận sự ủng hộ của Bolshevik Nga trong khi phe Trắng nhận được hỗ trợ của Đế quốc Đức.
Thất bại trong Chiến tranh thế giới thứ nhất cũng như Cách mạng tháng Hai và Cách mạng tháng Mười đã dẫn đến sự sụp đổ của Đế quốc Nga và sự nó đã có những tác động phản ứng mạnh mẽ lên xã hội Phần Lan trong năm 1917. Những người thuộc phe dân chủ xã hội cánh tả và những người bảo thủ cánh hữu tranh giành quyền lãnh đạo Phần Lan mà sau đó chuyển từ cánh tả sang cánh hữu năm 1917. Cả hai nhóm liên kết với những lực lượng chính trị tương ứng tại Nga và Đức, càng làm lún sâu thêm chia rẽ đất nước. Khi mà không có lực lượng quân đội và cảnh sát nào được chấp thuận để duy trì trật tự sau tháng 3 năm 1917, phe cánh tả và cánh hữu tự xây dựng lực lượng an ninh của riêng mình, dẫn đến sự nổi lên của hai lực lượng quân sự độc lập, Cảnh vệ Trắng và Cảnh vệ Đỏ. Bầu không khí về nỗi lo sự xung đột chính trị tăng dần với người dân Phần Lan.
Cuộc chiến nổ ra vào tháng 1 năm 1918 do những hành động của cả hai phía trong việc gia tăng quân sự và leo thang chính trị. Phe trắng dành thắng lợi trong cuộc chiến tiếp theo. Do hậu quả của cuộc khủng hoảng 1917-1918 và cuộc nội chiến, Phần Lan dần thoát khỏi vòng kiểm soát của Nga và rơi vào tầm ảnh hưởng của Đế quốc Đức. Những người thuộc phe bảo thủ (phe trắng) cố gắng dựng lên một nước Phần Lan quân chủ lập hiến dưới sự lãnh đạo của Hoàng đế Đức, nhưng sau thất bại của Đức trong Chiến tranh thế giới thứ nhất, Phần Lan trở thành một nước độc lập theo thể chế cộng hòa.
Cuộc nội chiến hiện vẫn là sự kiện gây tranh cãi nhất trong lịch sử Phần Lan hiện đại. Đã có khoảng 37.000 người chết trong cuộc chiến bao gồm những nạn nhân ở chiến trường cũng như trong những chiến dịch khủng bố chính trị cùng một lượng lớn người chết trong các trại tù. Tình trạng xáo trộn bất ổn đã phá hoại nền kinh tế, chia rẽ bộ máy chính trị và đất nước Phần Lan trong nhiều năm. Đất nước dần được thống nhất qua những thỏa hiệp của các nhóm hòa giải chính trị từ cả cánh tả và hữu.